# Sarosa ignicolor
Sarosa ignicolor är en fjärilsart som beskrevs av Ménétriés 1957. Sarosa ignicolor ingår i släktet Sarosa och familjen björnspinnare. Inga underarter finns listade.